# Asparagus umbellulatus
Asparagus umbellulatus är en sparrisväxtart som beskrevs av Bresler. Asparagus umbellulatus ingår i släktet sparrisar, och familjen sparrisväxter. Inga underarter finns listade i Catalogue of Life.